# 大嶋和也
大嶋 和也（おおしま かずや、1987年4月30日 - ）は日本のレーシングドライバー。群馬県出身。

## プロフィール・人物
- 身長 : 170cm
- 体重 : 62kg
- 血液型 : Rh+A型
- 趣味 : ドライブ・寝ること
- 縁戚 : 父の勝治と伯父の治夫は全日本ラリー選手権ドライバー[1]。弟はYouTuberのS嶋[2]。
- 愛車：レクサス・RX,トヨタ・アルファード、トヨタ・GRMNヤリス、トヨタ・GRスープラ
- 芸能人の長澤まさみ、鈴木杏、手越祐也、後藤健流は堀越高校時代の同級生[3]。
- 石浦宏明とはフォーミュラ・トヨタ時代から特に仲が良く、イベントやTVのトークでは共演することが多い。
- モリゾウ（豊田章男）からは「しまーにゃ」と呼ばれている[4]。
- レース現場ではセッティング能力を高く評価されている[5]。

## 略歴
父親が全日本ラリー選手権のドライバーであった影響もあってか、8歳（小学校2年生）の時にカートを始める。
1997年、カートレースにデビューを果たす。その後、GKT榛名シリーズSクラスおよびFRクラス・全日本ジュニアカート選手権でシリーズチャンピオンを獲得するなど、カートレースに於いて実績を積み重ねた。
2003年、カートレースに参戦を継続する一方で、フォーミュラトヨタレーシングスクール（FTRS）を受講し、スカラシップを獲得した。
2004年にはエッソ・フォーミュラ・トヨタシリーズに参戦し、シリーズランキング2位となった。なおこの年高校へと進学しているが、レース活動で不足する出席日数を補うために、東京・堀越高校の芸能コースに入学している。
2005年、トヨタ・ヤングドライバーズ・プログラム（TDP）契約ドライバーとして、引き続きフォーミュラ・トヨタシリーズに参戦しシリーズチャンピオンに輝いた。この年にはマカオGPのフォーミュラ・ルノーレースに出場し、2位表彰台を獲得した。
2006年、全日本F3選手権にステップアップ。当年度は優勝者が6名も誕生するという近年ではまれに見るシリーズであったが、シリーズランキング2位（優勝3回）と好成績を収めた。特筆すべきは、彼の速さを強烈に印象付けたことであり、ポールポジション4回・ファステストラップ5回を獲得し、この記録はシリーズチャンピオンのエイドリアン・スーティル（F1のMF1・テストドライバー、翌年スパイカーよりF1デビュー）よりも上回っている。また、F3マカオGPにも出場し、決勝レースでは7位（この年の日本人最高位）となった。なお、この年はSUPER GT・GT300クラス（梁山泊 apr MR-S）に田中実とコンビを組んでデビューした（シリーズランキング15位）。また、このシーズン最終戦でGT300クラスでの最年少ポールポジション記録を更新した（19歳）。
2007年、引き続き全日本F3選手権およびSUPER GT・GT300クラスに参戦しており、全日本F3選手権では、最終戦（もてぎ）において逆転でシリーズチャンピオンを獲得した（総合ポイントではロベルト・ストレイトが上回ったが、有効ポイントで大嶋が上位となった。）。日本人としては、小暮卓史以来5年ぶりのチャンピオンであり、FTRS出身およびTDP参加ドライバーとして、初めて全日本F3選手権を獲得した。SUPER GTでは石浦宏明とのコンビ、いわゆるヤングガンズで参戦。第2戦（岡山）にてGT300クラスでの初優勝し、第4戦（セパン）でも優勝し、史上最年少でGT300クラスのドライバーズチャンピオン（2位高橋一穂・加藤寛規組とは同ポイントであったが、優勝回数の差でチャンピオンになった）に輝いた。また、F3マカオGPにも参戦し3位に入賞した。
2008年、マノー・モータースポーツ（現在のヴァージン・レーシング）よりユーロF3シリーズにフル参戦し、第8戦（カタロニア）レース2で初優勝したが、シーズン全体としては成績は低調。初優勝以外では8位入賞が1回のみで、ランキング19位（7ポイント）に終わった。
2009年、日本国内の最高峰カテゴリーであるフォーミュラ・ニッポン（トムス）およびSUPER GT・GT500クラス（チームルマン）に参戦。
2010年、フォーミュラ・ニッポン第5戦（菅生）では、燃費的にリスクが高い無給油作戦を敢行し初優勝を飾った（同様の作戦を取ったジョアオ・パオロ・デ・オリベイラはトップに立つが最終ラップでガス欠となった）。
2011年、フォーミュラ・ニッポンでSUPER GTと同じチームルマンに移籍。フォーミュラ・ニッポンでは第2戦（オートポリス）で2位表彰台を獲得し、ランキング5位につけた。
2012年、第4戦（菅生）でGT500初優勝を挙げ、フォーミュラニッポンでも第4戦（富士）で表彰台に登った。
2013年、SUPER GTのパートナーが伊藤大輔から国本雄資へ交代。フォーミュラ・ニッポンのシートを失ったが、SUPER GT最終戦（もてぎ）で優勝を挙げた。
2016年、SUPER GTのパートナーが国本雄資からアンドレア・カルダレッリに交代。2016、2017年と最終戦までチャンピオン争いをしたが、その安定感の高さに反して優勝を挙げることはできなかった。2014年にはマザーシャシーのトヨタ・86をドライブしてタイのスーパーカーレースにスポット参戦、GT3勢を破って2レースで優勝を挙げている。スーパーフォーミュラにトムスから代役スポット参戦した。
2017年、チームルマンから5年ぶりにスーパーフォーミュラにフル参戦。シーズン通してルーキーでありチームメイトのフェリックス・ローゼンクビストの後塵を拝したが、第5戦（オートポリス）では戦略が当たって3位表彰台に登った。
2018年、SUPER GTのパートナーがスーパーフォーミュラでもコンビを組んだローゼンクビストに変更された。この年の4月、F3時代から目をかけられていた山田健二エンジニアが急逝している。この影響もあってか表彰台わずか1回と成績は伸びず、ランキング10位と低迷した。
2019年、山下健太とコンビを組み、チーム無限でスーパーフォーミュラのチャンピオンに貢献した阿部和也エンジニアを迎えた。大嶋が的確なコメントでセッティングを決め、山下が自慢の速さで圧倒するという役割分担が功を奏し、タイで優勝を挙げると続く富士でもピット戦略の成功で2連勝を飾った。ポイントリーダーで迎えた最終戦ではオープニングで順位を落とすも、山下の果敢な走りで2位に入って念願のGT500シリーズチャンピオンを獲得した。またスーパーフォーミュラでも第2戦で3位表彰台を獲得している。

## レース戦績
- 1997年 - GKT榛名シリーズSクラス参戦
- 1998年 - GKT榛名シリーズSクラス（シリーズチャンピオン）
- 1999年
  - GKT榛名シリーズFRクラス（シリーズチャンピオン）
  - 全日本ジュニアカート選手権（シリーズチャンピオン）
- 2000年 - 全日本カート競技選手権ICAクラス（シリーズ2位）
- 2001年 - 全日本カート競技選手権FAクラス（シリーズチャンピオン）
- 2002年 - 全日本カート競技選手権FSAクラス参戦
- 2003年
  - 全日本カート競技選手権FSAクラス参戦
  - フォーミュラ・トヨタ・レーシング・スクール（FTRS）受講・（スカラシップ獲得）
- 2004年 - エッソ・フォーミュラ・トヨタシリーズ（TOM'S SPIRIT #8 ウルトラフロースカラシップFT／FT30）（シリーズ2位・3勝）
- 2005年
  - エッソ・フォーミュラ・トヨタシリーズ（TOM'S SPRIT #8 TDPスカラシップFT／FT30）（シリーズチャンピオン・3勝）
  - マカオGPフォーミュラ・ルノー参戦（2位）
- 2006年
  - 全日本F3選手権（TOM'S #36 TDPトムスF305／ダラーラF305 3S-GE）（シリーズ2位・3勝）
  - SUPER GT・GT300クラス（apr #777 梁山泊apr MR-S／TOYOTA MR-S ZZW30 2GR-FE）（シリーズ15位）
  - F3マカオGP（TOM'S #8 ダラーラTOYOTA-TOM'S ／ダラーラF305 3S-GE）（決勝レース7位）
- 2007年
  - 全日本F3選手権（TOM'S #36 TDPトムスF307／ダラーラF307 1AZ-FE）（シリーズチャンピオン・6勝）
  - SUPER GT・GT300クラス（apr #101 TOY STORYapr MR-S／TOYOTA MR-S ZZW30 2GR-FE）（シリーズチャンピオン・2勝）
  - F3マカオGP（TOM'S #6 ダラーラTOYOTA-TOM'S／ダラーラF307 1AZ-FE）（決勝レース3位）
- 2008年
  - F3ユーロシリーズ（Manor Motorsport #29 ダラーラF308 Mercedes）（シリーズ19位）
  - F3マカオGP（Manor Motorsport #22 ダラーラF308 Mercedes）（決勝レース16位）
- 2009年
  - 全日本選手権フォーミュラ・ニッポン（PETRONAS TEAM TOM'S #37／スウィフト017.n RV8K）（シリーズ9位）
  - SUPER GT・GT500クラス（LEXUS TEAM KRAFT #35 KRAFT SC430／LEXUS SC430 UZZ40 RV8KG）（シリーズ9位・1勝）
- 2010年
  - 全日本選手権フォーミュラ・ニッポン（PETRONAS TEAM TOM'S #37／スウィフト017.n RV8K）（シリーズ6位）
  - SUPER GT・GT500クラス（LEXUS TEAM KRAFT #35 MJ KRAFT SC430／LEXUS SC430 UZZ40 RV8KG）（シリーズ6位・1勝）
  - ニュルブルクリンク24時間レース ディビジョン2・SP8クラス（GAZOO Racing #50 レクサス・LFA／1LR-GUE）（総合18位・クラス優勝）
- 2011年
  - 全日本選手権フォーミュラ・ニッポン（Team LeMans #7／スウィフト017.n RV8K）（シリーズ5位）
  - SUPER GT・GT500クラス（LEXUS TEAM Le Mans ENEOS #6 ENEOS SUSTINA SC430／LEXUS SC430 UZZ40 RV8KG）（シリーズ11位）
- 2012年
  - SUPER GT・GT500クラス（LEXUS TEAM Le Mans ENEOS #6 ENEOS SUSTINA SC430／LEXUS SC430 UZZ40 RV8KG）（シリーズ10位・1勝）
  - ニュルブルクリンク24時間レース ディビジョン2・SP3クラス（GAZOO Racing #166 トヨタ・86／FA20）（総合46位・クラス優勝）
  - バンセン4時間耐久レース Division 1（GAZOO Racing #38 トヨタ・ヴィオス）（総合優勝）
- 2013年
  - SUPER GT・GT500クラス（LEXUS TEAM Le Mans ENEOS #6 ENEOS SUSTINA SC430／LEXUS SC430 UZZ40 RV8KG）（シリーズ5位・1勝）
  - ニュルブルクリンク24時間レース ディビジョン2・SP8クラス（GAZOO Racing #79 レクサス・LFA／1LR-GUE）（総合37位・クラス2位）
- 2014年
  - SUPER GT・GT500クラス（LEXUS TEAM Le Mans ENEOS #6 ENEOS SUSTINA RC F／LEXUS RC F RI4AG）（シリーズ7位）
  - ニュルブルクリンク24時間レース ディビジョン2・SP8クラス（GAZOO Racing #48 レクサス・LFA／1LR-GUE）（総合15位・クラス優勝）
  - ニュルブルクリンク耐久レースシリーズ VLN2・SP8クラス（GAZOO Racing #48 レクサス・LFA／1LR-GUE）（総合18位・クラス優勝）
- 2015年
  - SUPER GT・GT500クラス（LEXUS TEAM Le Mans ENEOS #6 ENEOS SUSTINA RC F／LEXUS RC F RI4AG）（シリーズ9位）
  - ニュルブルクリンク24時間耐久レース SP-PROクラス（GAZOO Racing #53 レクサス・LFA Code X／1LR-GUE）（総合14位・クラス優勝）
  - 全日本選手権スーパーフォーミュラ<Rd.2スポット参戦>（PETRONAS TEAM TOM'S #1／ダラーラ・SF14 RI4A）
- 2016年
  - SUPER GT・GT500クラス（LEXUS TEAM LEMANS WAKO'S #6 WAKO'S 4CR RC F／LEXUS RC F RI4AG）（シリーズ2位）
  - ニュルブルクリンク24時間耐久レース SP-PROクラス（TOYOTA GAZOO Racing with TOM'S #36 レクサス・RC F／2UR-GSE）（総合24位・クラス優勝）
- 2017年
  - SUPER GT・GT500クラス（LEXUS TEAM LEMANS WAKO'S #6 WAKO'S 4CR LC500／LEXUS LC500 RI4AG）（シリーズ3位）
  - 全日本スーパーフォーミュラ選手権（SUNOCO TEAM LEMANS #8／ダラーラ・SF14 RI4A）（シリーズ12位）
- 2018年
  - SUPER GT・GT500クラス（LEXUS TEAM LEMANS WAKO'S #6 WAKO'S 4CR LC500／LEXUS LC500 RI4AG）（シリーズ10位）
  - 全日本スーパーフォーミュラ選手権（UOMO SUNOCO TEAM LEMANS #8／ダラーラ・SF14 RI4A）（シリーズ12位）
- 2019年
  - SUPER GT・GT500クラス（LEXUS TEAM LEMANS WAKO'S #6 WAKO'S 4CR LC500）（シリーズチャンピオン）
  - 全日本スーパーフォーミュラ選手権（UOMO SUNOCO TEAM LEMANS #8／ダラーラ・SF19 Biz-01F）（シリーズ14位）
- 2020年
  - SUPER GT・GT500クラス（TGR TEAM WAKO'S ROOKIE #14 WAKO'S 4CR GR Supra）（シリーズ7位）
  - 全日本スーパーフォーミュラ選手権（ROOKIE Racing #14／ダラーラ・SF19 Biz-01F）（シリーズ19位）
- 2021年
  - SUPER GT・GT500クラス（TGR TEAM ENEOS ROOKIE #14 ENEOS X PRIME GR Supra）（シリーズ5位）
  - 全日本スーパーフォーミュラ選手権（NTT Communications ROOKIE #14／ダラーラ・SF19 Biz-01F）（シリーズ19位）
- 2022年
  - SUPER GT・GT500クラス（TGR TEAM ENEOS ROOKIE #14 ENEOS X PRIME GR Supra）（シリーズ5位）
  - 全日本スーパーフォーミュラ選手権（NTT Communications ROOKIE #14／ダラーラ・SF19 Biz-01F）
- 2023年
  - SUPER GT・GT500クラス（TGR TEAM ENEOS ROOKIE #14 ENEOS X PRIME GR Supra）（シリーズ7位）
  - 全日本スーパーフォーミュラ選手権（docomo business ROOKIE #14／ダラーラ・SF23 Biz-01F）（シリーズ14位）
- 2024年
  - SUPER GT・GT500クラス（TGR TEAM ENEOS ROOKIE #14 ENEOS X PRIME GR Supra）
  - 全日本スーパーフォーミュラ選手権（docomo business ROOKIE #14／ダラーラ・SF23 Biz-01F）

### フォーミュラ

#### 全日本フォーミュラ3選手権
| 年     | チーム         | エンジン | クラス | 1      | 2      | 3      | 4      | 5      | 6      | 7      | 8        | 9        | 10     | 11     | 12     | 13     | 14     | 15     | 16       | 17       | 18       | 19     | 20     | 順位 | ポイント |
| ------ | -------------- | -------- | ------ | ------ | ------ | ------ | ------ | ------ | ------ | ------ | -------- | -------- | ------ | ------ | ------ | ------ | ------ | ------ | -------- | -------- | -------- | ------ | ------ | ---- | -------- |
| 2006年 | TDP TEAM TOM'S | トヨタ   |        | FSW1 3 | FSW2 1 | SUZ1 2 | SUZ2 6 | TRM1 5 | TRM2 6 | OKA1 8 | OKA2 Ret | SUZ1 Ret | SUZ2 4 | AUT1 1 | AUT2 2 | FSW1 1 | FSW2 2 | SUG1 2 | SUG2 4   | TRM1 Ret | TRM2 DSQ |        |        | 2位  | 185      |
| 2007年 | TDP TEAM TOM'S | トヨタ   |        | FSW1 3 | FSW2 1 | SUZ1 1 | SUZ2 4 | TRM1 6 | TRM2 9 | OKA1 7 | OKA2 2   | SUZ1 2   | SUZ2 3 | AUT1 3 | AUT2 2 | AUT3 1 | FSW1 1 | FSW2 1 | SEN1 Ret | SEN2 3   | SEN3 Ret | TRM1 2 | TRM2 1 | 1位  | 262      |

- 太字はポールポジション、斜字はファステストラップ。(key)

#### フォーミュラ3・ユーロシリーズ
| 年     | エントラント             | シャシー           | エンジン   | 1        | 2       | 3       | 4       | 5       | 6       | 7       | 8      | 9       | 10     | 11      | 12      | 13       | 14      | 15     | 16     | 17      | 18      | 19       | 20      | DC   | ポイント |
| ------ | ------------------------ | ------------------ | ---------- | -------- | ------- | ------- | ------- | ------- | ------- | ------- | ------ | ------- | ------ | ------- | ------- | -------- | ------- | ------ | ------ | ------- | ------- | -------- | ------- | ---- | -------- |
| 2008年 | マノー・モータースポーツ | ダラーラ・F308/046 | メルセデス | HOC1 Ret | HOC2 20 | MUG1 26 | MUG2 18 | PAU1 10 | PAU2 10 | NOR1 13 | NOR2 7 | ZAN1 14 | ZAN2 8 | NÜR1 11 | NÜR2 20 | BRH1 Ret | BRH2 21 | CAT1 8 | CAT2 1 | LMS1 21 | LMS2 12 | HOC1 Ret | HOC2 19 | 19位 | 7        |

(key)

#### フォーミュラ・ニッポン/スーパーフォーミュラ
| 年     | チーム                    | シャシー         | エンジン | 1       | 2       | 2       | 3       | 4      | 5       | 6       | 7        | 7        | 8       | 9      | 10     | 11  | 12  | 順位  | ポイント |
| ------ | ------------------------- | ---------------- | -------- | ------- | ------- | ------- | ------- | ------ | ------- | ------- | -------- | -------- | ------- | ------ | ------ | --- | --- | ----- | -------- |
| 2009年 | PETRONAS TEAM TOM'S       | スウィフト・FN09 | トヨタ   | FSW 7   | SUZ 10  | SUZ 10  | TRM Ret | FSW 2  | SUZ 10  | TRM 11  | AUT 9    | AUT 9    | SUG 6   |        |        |     |     | 9位   | 13       |
| 2010年 | PETRONAS TEAM TOM'S       | スウィフト・FN09 | トヨタ   | SUZ 12  | TRM 8   | TRM 8   | FSW 4   | TRM 5  | SUG 1   | AUT Ret | SUZ1 5   | SUZ2 7   |         |        |        |     |     | 6位   | 24       |
| 2011年 | Team LeMans               | スウィフト・FN09 | トヨタ   | SUZ 5   | AUT 2   | AUT 2   | FSW 12  | TRM 8  | SUZ C   | SUG 6   | TRM1 Ret | TRM2 5   |         |        |        |     |     | 5位   | 19       |
| 2012年 | Team LeMans               | スウィフト・FN09 | トヨタ   | SUZ 4   | TRM 8   | TRM 8   | AUT 6   | FSW 3  | TRM Ret | SUG 4   | SUZ1 8   | SUZ2 7   |         |        |        |     |     | 7位   | 21.5     |
| 2015年 | PETRONAS TEAM TOM'S       | ダラーラ・SF14   | トヨタ   | SUZ     | OKA 15  | OKA 15  | FSW     | TRM    | AUT     | SUG     | SUZ1     | SUZ2     |         |        |        |     |     | NC    | 0        |
| 2017年 | SUNOCO TEAM LEMANS        | ダラーラ・SF14   | トヨタ   | SUZ Ret | OKA1 15 | OKA2 12 | FSW 12  | TRM 10 | AUT 3   | SUG 15  | SUZ1 C   | SUZ2 DNQ |         |        |        |     |     | 12位  | 6        |
| 2018年 | UOMO SUNOCO TEAM LEMANS   | ダラーラ・SF14   | トヨタ   | SUZ 15  | AUT C   | AUT C   | SUG 15  | FSW 7  | TRM 5   | OKA 16  | SUZ 14   | SUZ 14   |         |        |        |     |     | 12位  | 6        |
| 2019年 | UOMO SUNOCO TEAM LEMANS   | ダラーラ・SF19   | トヨタ   | SUZ 12  | AUT 3   | AUT 3   | SUG 17  | FSW 13 | TRM 11  | OKA 8   | SUZ 17   | SUZ 17   |         |        |        |     |     | 14位  | 7        |
| 2020年 | ROOKIE Racing             | ダラーラ・SF19   | トヨタ   | TRM 10  | OKA 16  | OKA 16  | SUG 9   | AUT 17 | SUZ 12  | SUZ 9   | FSW 14   | FSW 14   |         |        |        |     |     | 19位  | 5        |
| 2021年 | NTT Communications ROOKIE | ダラーラ・SF19   | トヨタ   | FSW 10  | SUZ 15  | SUZ 15  | AUT 8   | SUG 18 | TRM Ret | TRM 11  | SUZ 17   | SUZ 17   |         |        |        |     |     | 19位  | 2.5      |
| 2022年 | NTT Communications ROOKIE | ダラーラ・SF19   | トヨタ   | FSW 15  | FSW 18  | FSW 18  | SUZ 19  | AUT 16 | SUG 14  | FSW 13  | MOT 17   | MOT 17   | MOT 18  | SUZ 19 | SUZ 15 |     |     | NC    | 0        |
| 2023年 | docomo business ROOKIE    | ダラーラ・SF23   | トヨタ   | FSW 9   | FSW 11  | FSW 11  | SUZ 13  | AUT 12 | SUG 4   | FSW 12  | MOT 8    | MOT 8    | SUZ 19  | SUZ 14 |        |     |     | 14位  | 13       |
| 2024年 | docomo business ROOKIE    | ダラーラ・SF23   | トヨタ   | SUZ 13  | AUT 11  | AUT 11  | SUG Ret | FSW 16 | MOT 14  | FSW 15  | FSW Ret  | FSW Ret  | SUZ Ret | SUZ 15 |        |     |     | NC    | 0        |
| 2025年 | docomo business ROOKIE    | ダラーラ・SF23   | トヨタ   | SUZ 13  | SUZ 10  | SUZ 10  | MOT 10  | MOT 6  | AUT 15  | FSW     | FSW      | FSW      | SUG     | FSW    | FSW    | SUZ | SUZ | 14位* | 7*       |

- 太字はポールポジション、斜字はファステストラップ。(key)
- * : 今シーズンの順位。（現時点）

### SUPER GT
| 年     | チーム                   | 使用車両                 | クラス | 1       | 2      | 3      | 4      | 5       | 6      | 7      | 8       | 9     | 順位 | ポイント |
| ------ | ------------------------ | ------------------------ | ------ | ------- | ------ | ------ | ------ | ------- | ------ | ------ | ------- | ----- | ---- | -------- |
| 2006年 | apr                      | トヨタ・MR-S             | GT300  | SUZ Ret | OKA 15 | FSW 9  | SEP 6  | SUG 6   | SUZ 14 | TRM 9  | AUT 5   | FSW 4 | 15位 | 28       |
| 2007年 | apr                      | トヨタ・MR-S             | GT300  | SUZ 3   | OKA 1  | FSW 3  | SEP 1  | SUG 15  | SUZ 14 | TRM 21 | AUT 9   | FSW 2 | 1位  | 89       |
| 2008年 | apr                      | トヨタ・MR-S             | GT300  | SUZ     | OKA    | FSW    | SEP    | SUG     | SUZ 2  | TRM    | AUT     | FSW   | 22位 | 17       |
| 2009年 | LEXUS TEAM KRAFT         | レクサス・SC430          | GT500  | OKA 9   | SUZ 7  | FSW 5  | SEP 9  | SUG 12  | SUZ 1  | FSW 7  | AUT 7   | TRM 9 | 9位  | 44       |
| 2010年 | LEXUS TEAM KRAFT         | レクサス・SC430          | GT500  | SUZ 6   | OKA 9  | FSW 1  | SEP 7  | SUG Ret | SUZ 5  | FSW C  | TRM 8   |       | 6位  | 45       |
| 2011年 | LEXUS TEAM LeMans ENEOS  | レクサス・SC430          | GT500  | OKA 11  | FSW 2  | SEP 8  | SUG 5  | SUZ 8   | FSW 10 | AUT 13 | TRM 15  |       | 11位 | 26       |
| 2012年 | LEXUS TEAM LeMans ENEOS  | レクサス・SC430          | GT500  | OKA 13  | FSW 10 | SEP 3  | SUG 1  | SUZ Ret | FSW 10 | AUT 12 | TRM 12  |       | 10位 | 33       |
| 2013年 | LEXUS TEAM LeMans ENEOS  | レクサス・SC430          | GT500  | OKA 7   | FSW 3  | SEP 7  | SUG 6  | SUZ Ret | FSW 4  | AUT 11 | TRM 1   |       | 5位  | 52       |
| 2014年 | LEXUS TEAM LeMans ENEOS  | レクサス・RC F           | GT500  | OKA 2   | FSW 3  | AUT 9  | SUG 5  | FSW 13  | SUZ 5  | CHA 9  | TRM 11  |       | 7位  | 44       |
| 2015年 | LEXUS TEAM LeMans ENEOS  | レクサス・RC F           | GT500  | OKA 9   | FSW 9  | CHA 2  | FSW 13 | SUZ Ret | SUG 4  | AUT 8  | TRM 9   |       | 9位  | 32       |
| 2016年 | LEXUS TEAM LeMans WAKO'S | レクサス・RC F           | GT500  | OKA 4   | FSW 5  | SUG 4  | FSW 9  | SUZ 4   | CHA 3  | TRM 4  | TRM 2   |       | 2位  | 69       |
| 2017年 | LEXUS TEAM LeMans WAKO'S | レクサス・LC500          | GT500  | OKA 2   | FSW 2  | AUT 13 | SUG 3  | FSW 9   | SUZ 7  | CHA 2  | TRM 13  |       | 3位  | 63       |
| 2018年 | LEXUS TEAM LeMans WAKO'S | レクサス・LC500          | GT500  | OKA 4   | FSW 5  | SUZ 12 | CHA 2  | FSW 7   | SUG 11 | AUT 9  | TRM 6   |       | 10位 | 41       |
| 2019年 | LEXUS TEAM LeMans WAKO'S | レクサス・LC500          | GT500  | OKA 13  | FSW 8  | SUZ 3  | CHA 1  | FSW 1   | AUT 6  | SUG 6  | TRM 2   |       | 1位  | 85       |
| 2020年 | TGR TEAM WAKO'S ROOKIE   | トヨタ・GRスープラ GT500 | GT500  | FSW 3   | FSW 3  | SUZ 9  | TRM 4  | FSW 2   | SUZ 11 | TRM 12 | FSW Ret |       | 7位  | 47       |
| 2021年 | TGR TEAM ENEOS ROOKIE    | トヨタ・GRスープラ GT500 | GT500  | OKA 1   | FSW 2  | SUZ 12 | TRM 13 | SUG 12  | AUT 11 | TRM 6  | FSW 3   |       | 5位  | 52       |
| 2022年 | TGR TEAM ENEOS ROOKIE    | トヨタ・GRスープラ GT500 | GT500  | OKA 1   | FSW 7  | SUZ 8  | FSW 7  | SUZ 14  | SUG 11 | AUT 4  | MOT 3   |       | 5位  | 49       |
| 2023年 | TGR TEAM ENEOS ROOKIE    | トヨタ・GRスープラ GT500 | GT500  | OKA 4   | FSW 4  | SUZ 6  | FSW 11 | SUZ 3   | SUG 6  | AUT 8  | MOT 6   |       | 7位  | 45       |
| 2024年 | TGR TEAM ENEOS ROOKIE    | トヨタ・GRスープラ GT500 | GT500  | OKA Ret | FSW 8  | SUZ 2  | FSW 4  | SUZ 6   | SUG 9  | AUT 9  | MOT 13  |       | 11位 | 38       |
| 2025年 | TGR TEAM ENEOS ROOKIE    | トヨタ・GRスープラ GT500 | GT500  | OKA 2   | FSW    | SEP    | FSW    | SUZ     | SUG    | AUT    | MOT     |       | 2位* | 16*      |

- 太字はポールポジション、斜字はファステストラップ。(key)
- * : 今シーズンの順位。（現時点）